# Mogens Thrane
Mogens Christian Thrane (hjemmedøbt 11. august 1697 i Ålum ved Randers – 27. august 1764 i Viborg) var en dansk maler, som især er kendt for sine udsmykninger af kirker i Jylland.
Thrane var anden generation af et jysk malerdynasti, som også bestod af hans far og hans søn, som begge hed Jens Thrane. Alle tre, hvoraf Mogens Christian Thrane anses for den betydeligste, beskæftigede sig med udsmykningsopgaver i kirker og på herregårde i Jylland.
Thrane er kendt for sine mange allegoriske billeder. Sådanne billeder findes bl.a. på stolestadernes døre i Sortebrødre Kirke i Viborg, Horsens Klosterkirke og i Nørup Kirke. Disse små malerier har som forbillede de såkaldte hellige emblemer, emblemata sacra, som især var på mode i 1600- og 1700-tallet. Man kan finde Thranes forbilleder bl.a. i Daniel Cramers bog Emblemata sacra, udgivet i Frankfurt i 1624. Et egentligt emblem består øverst af et motto, oftest med et moraliserende indhold, derunder et billede, som illustrerer mottoet og endelig nederst et vers (epigram), som yderligere forklarer billedets indhold. I Thranes emblemmaleri er epigrammet udeladt eller erstattet med en henvisning til et bibelvers. Thranes billeder har et udpræget pietistisk udtryk hvor især hjertet er et ofte benyttet motiv.
Thranes maleri anses ikke for stor kunst, men han anerkendes dog for sin fine farvesætning i forbindelse med den dekorative udsmykning (staffering) af kirker. Hans arbejdsgivere var tidens rigmænd, blandt hvilke især skal nævnes storkøbmanden Gerhard de Lichtenberg fra Horsens.

## Arbejder
(Listen er ikke fuldstændig)
- Sortebrødre Kirke i Viborg: Emblemmalerier på stolestader.
- Horsens Klosterkirke: Emblemmalerier på stolestader.
- Nørup Kirke: Staffering og emblemmalerier.
- Støvringgårds kapel: Staffering og tegninger til alter og prædikestol.
- Vestervig Kirke: Maleri i altertavlens hovedfelt.
- Karup Kirke: Maleri i altertavlens hovedfelt.
- Linde kirke (ved Randers): Evangelistportrætter.
- Museet Dueholm Kloster, Nykøbing M: Otte malerier fra Lørslev kirke.
- Den Gamle By i Aarhus: Portræt af Christian Jacobsen Drakenberg.

## Eksterne kilder
- Dansk biografisk Leksikon, København 1943.
- http://www.joanbedsted.dk/123%20hjemmeside/Vejle_amt/Norup%20sogn/norupkirke.htm Arkiveret 31. maj 2009 hos  Wayback Machine
- Jens Lampe: Det mekaniske ur i Viborg-egnens malerkunst, Historisk Samfund for Viborg Amts årbog 1985.
- Mogens Thrane på Kunstindeks Danmark/Weilbachs Kunstnerleksikon